# 青紋細蟌
青紋細蟌（学名：Ischnura senegalensis），又名褐斑異痣蟌或藍胸細蟌，是原住在非洲的豆娘，也廣泛分佈在中東，亞洲東部及南部。後來被引入了部份歐洲地區，包括英國及芬蘭。

## 圖庫

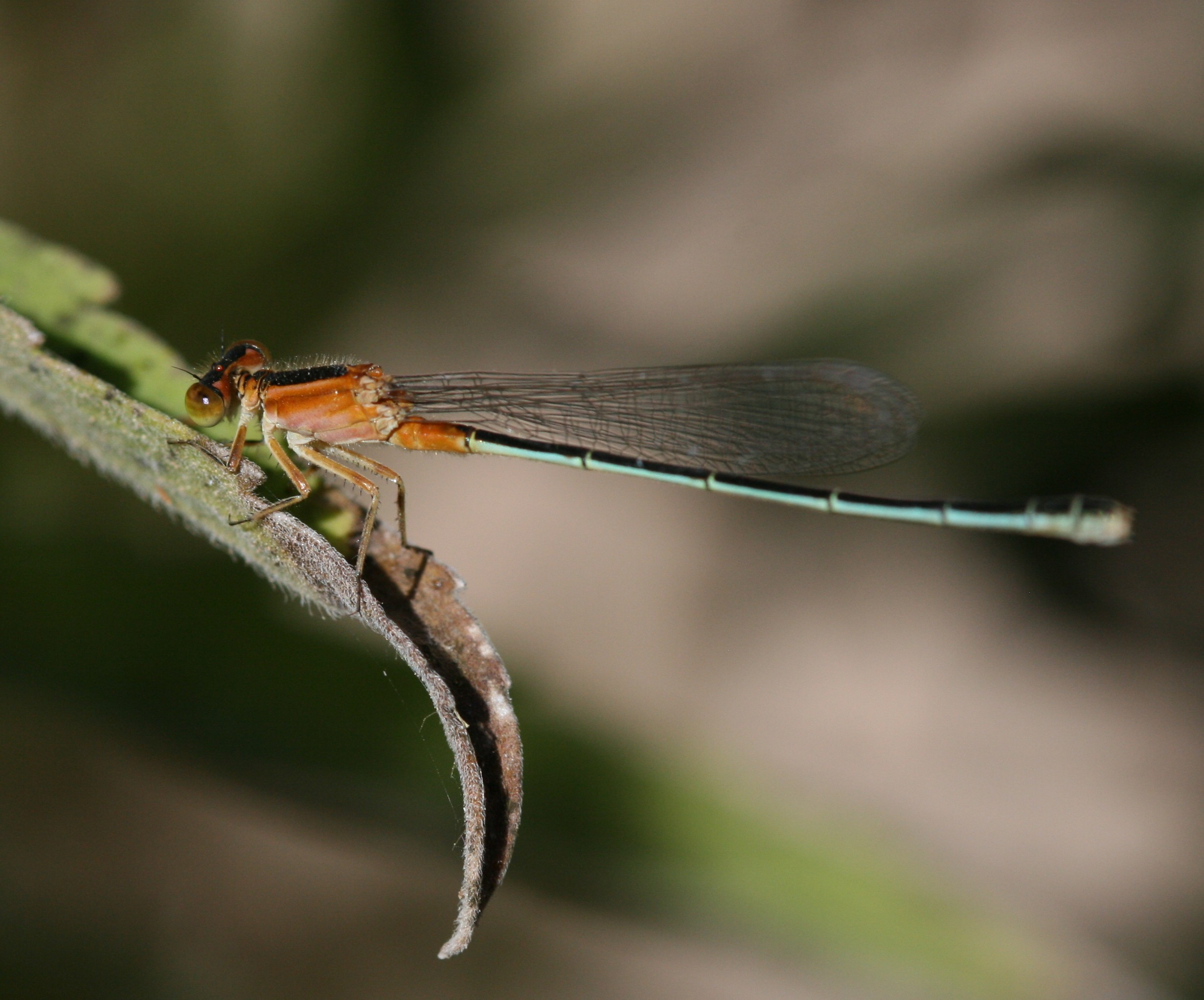
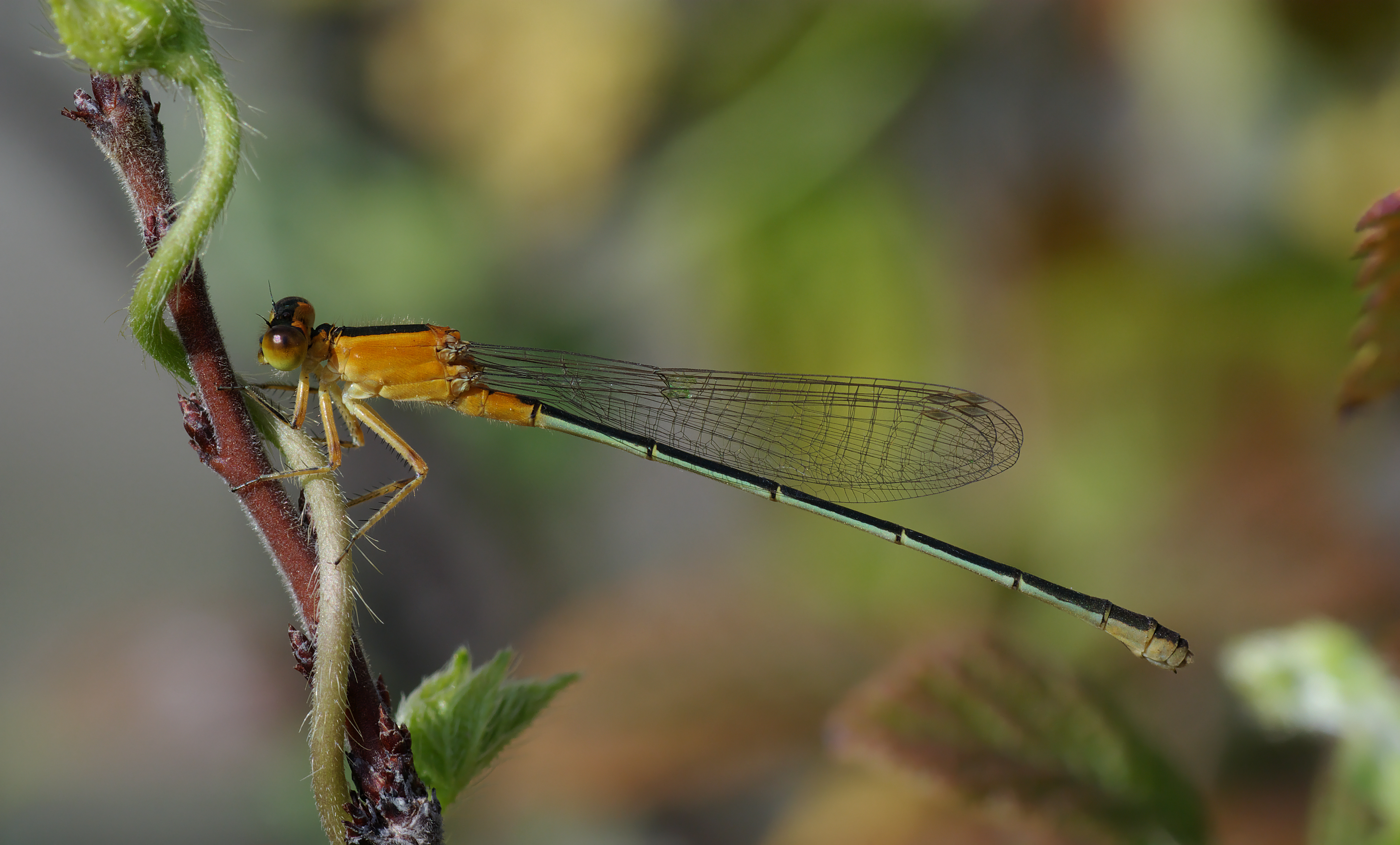
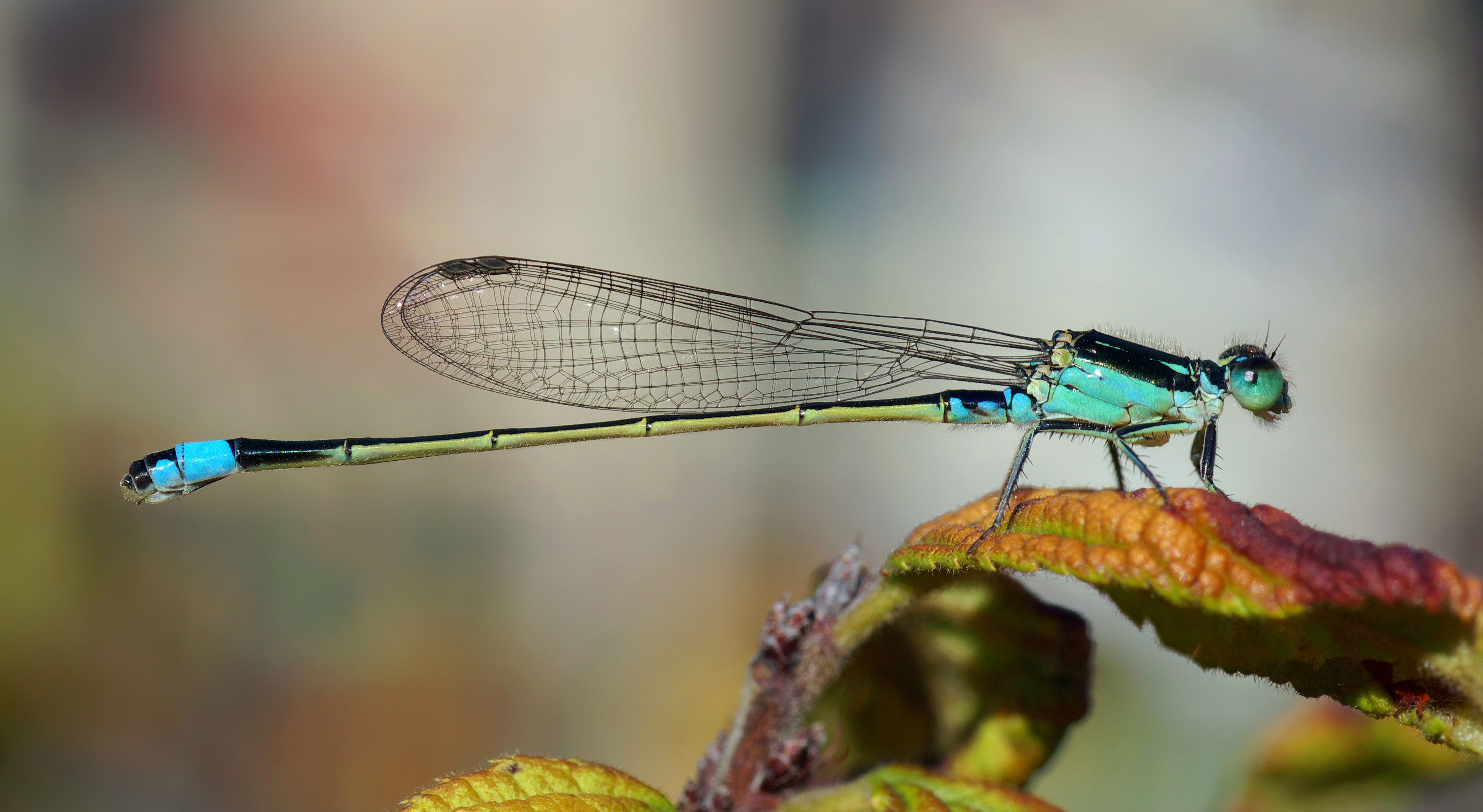

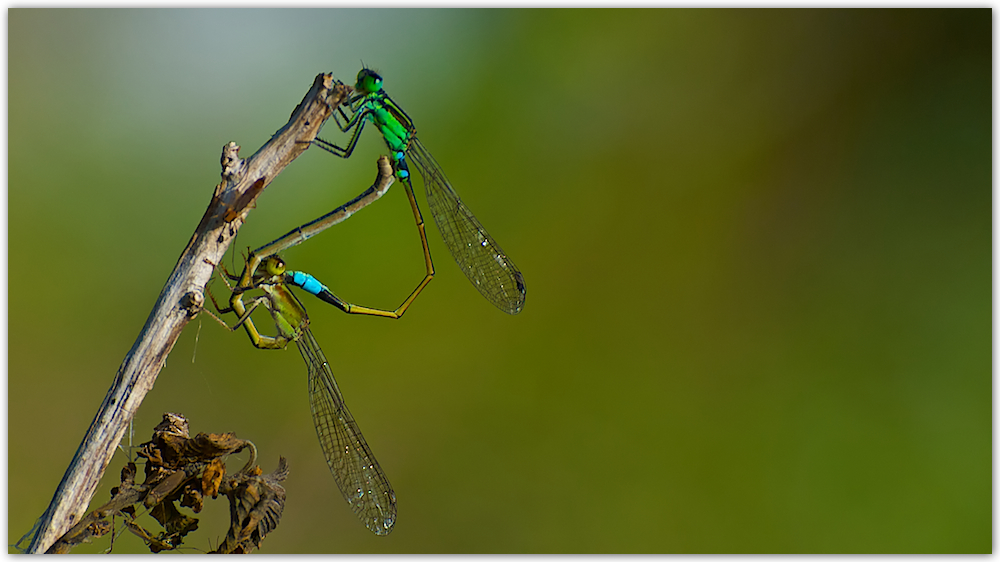
交配中的青紋細蟌

- 雄蟲

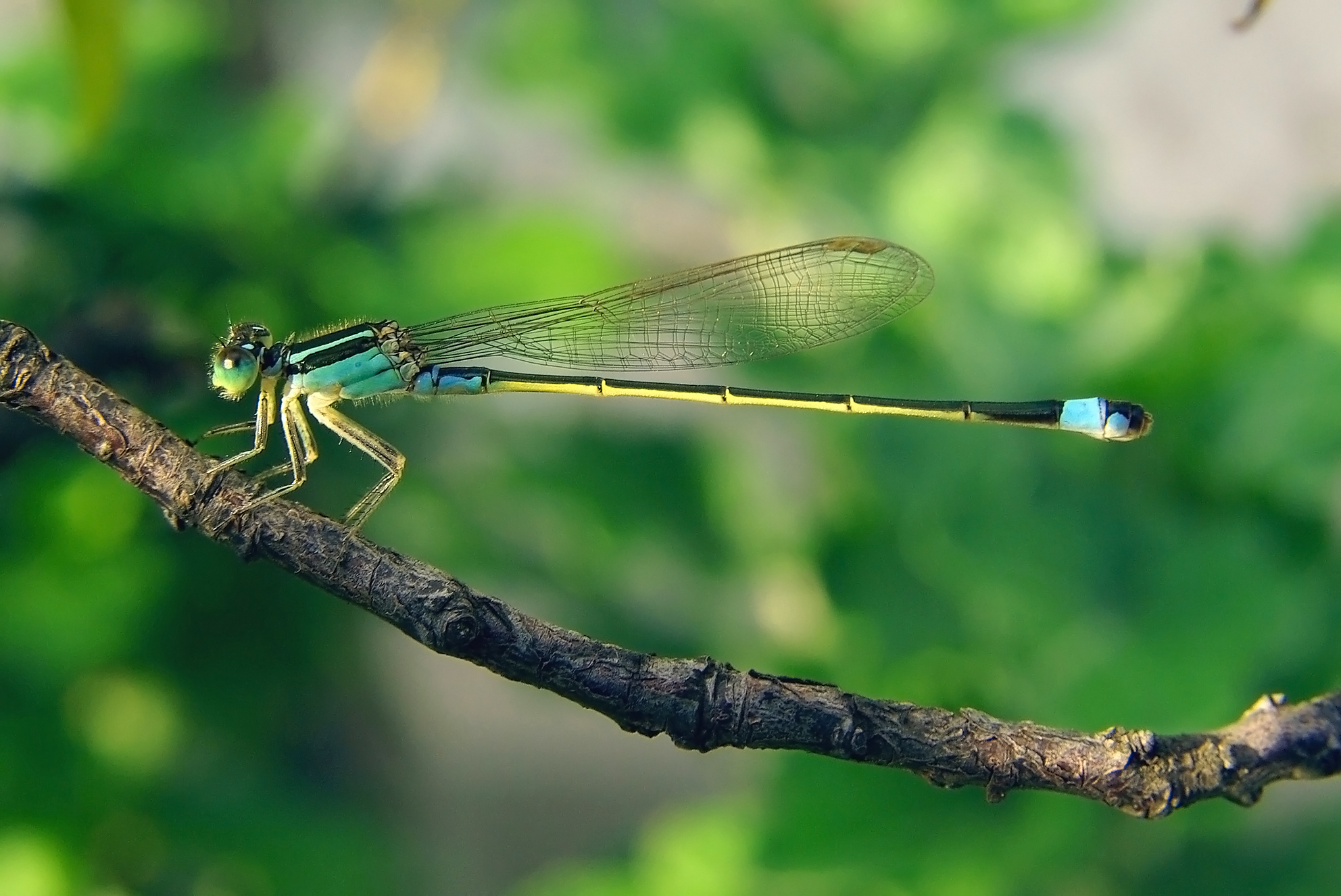
攝於日本大阪
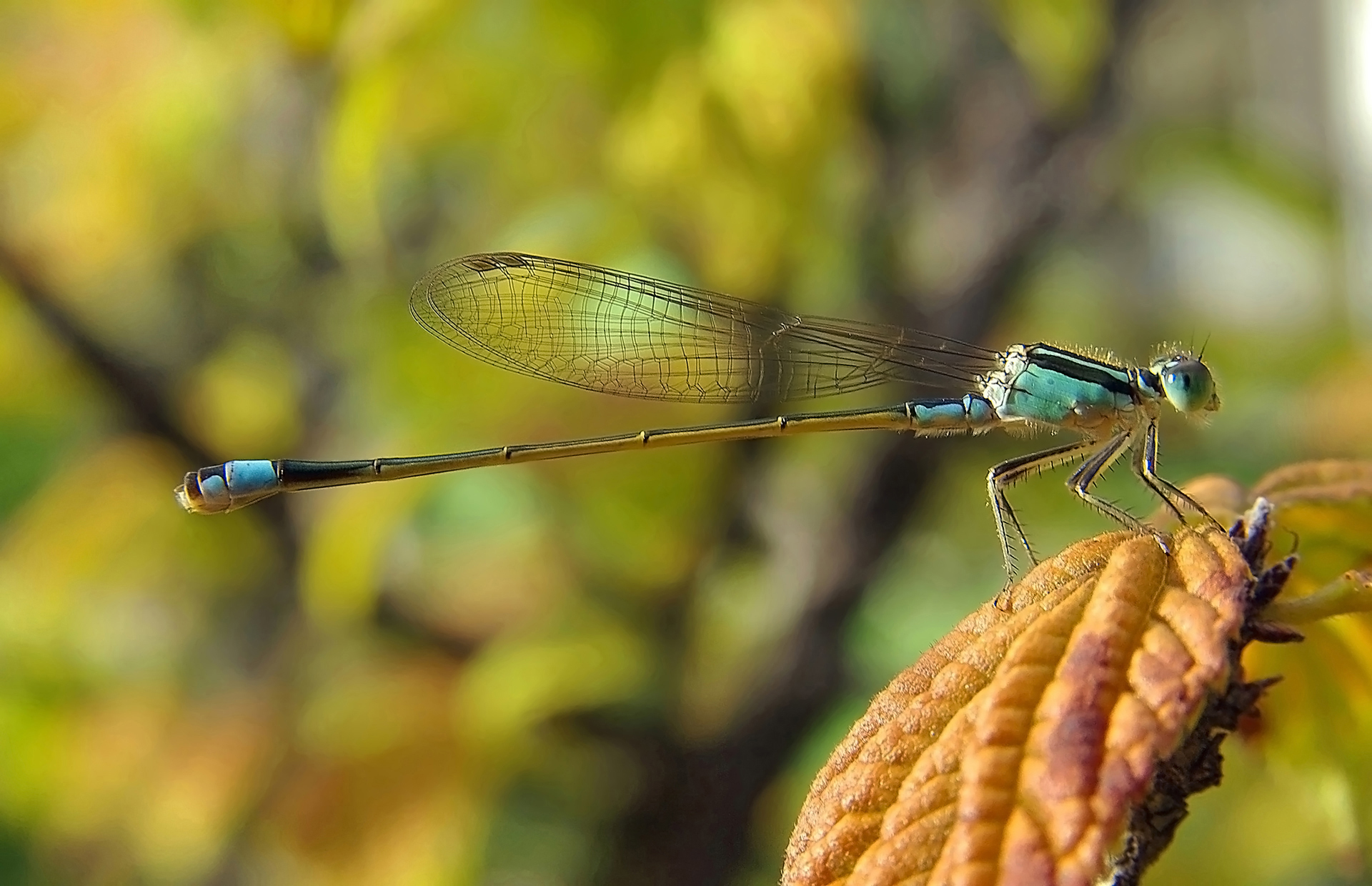
攝於日本大阪
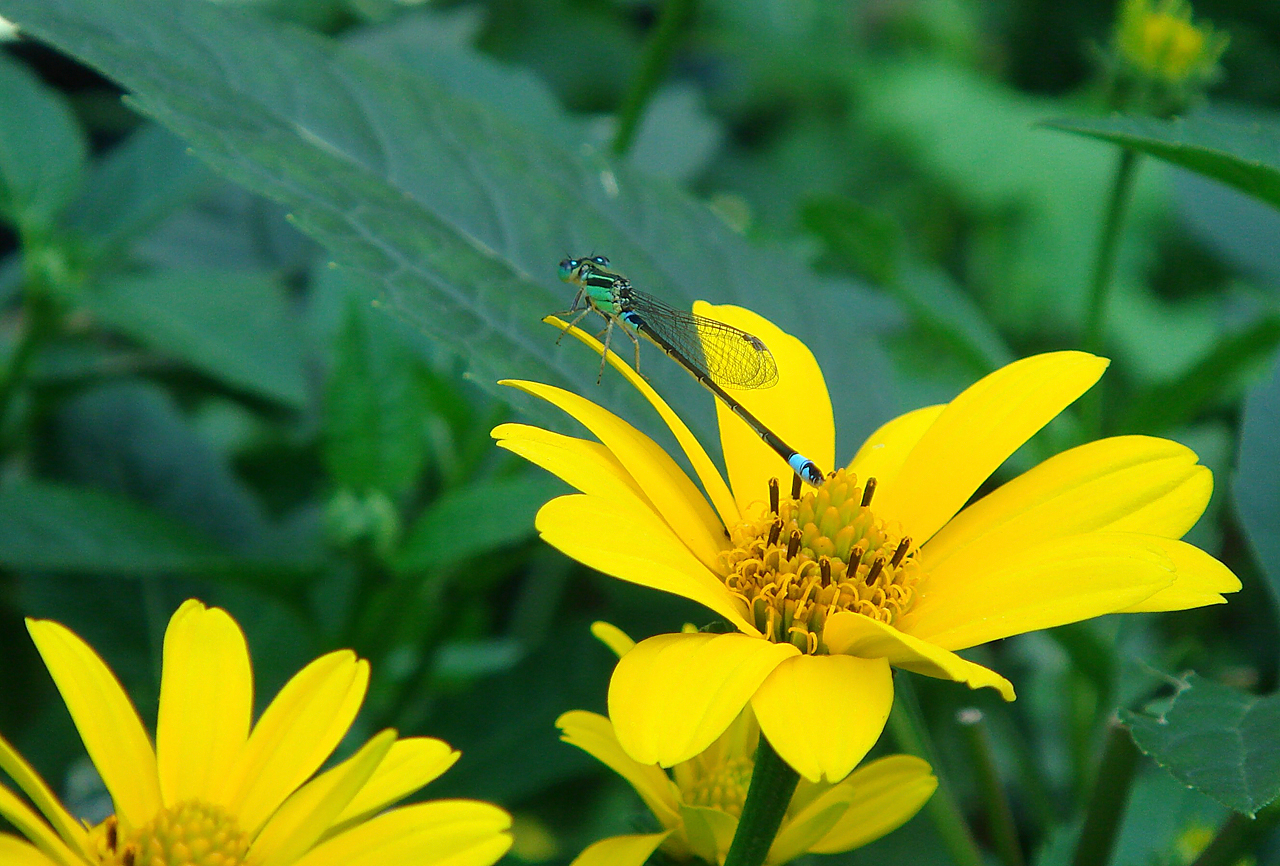
攝於日本大阪
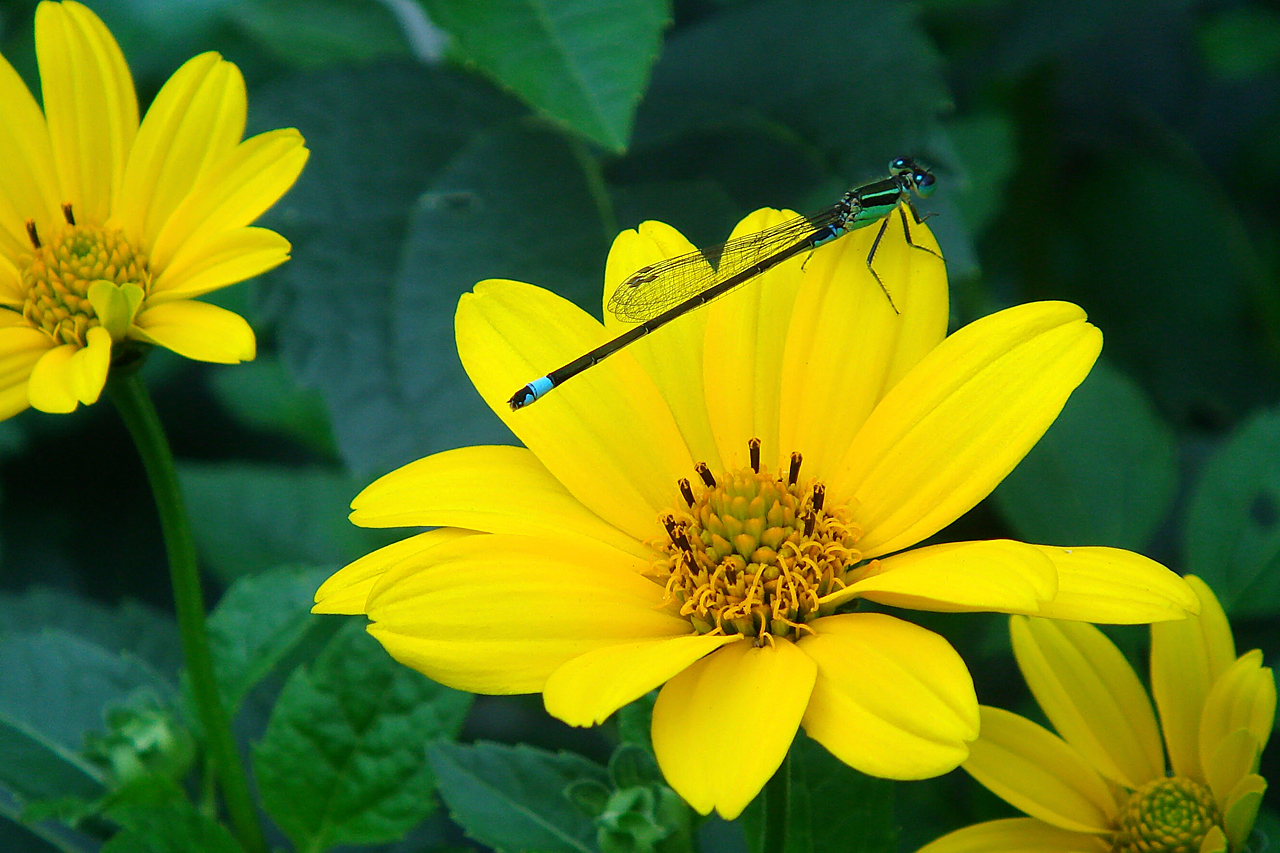
攝於日本大阪
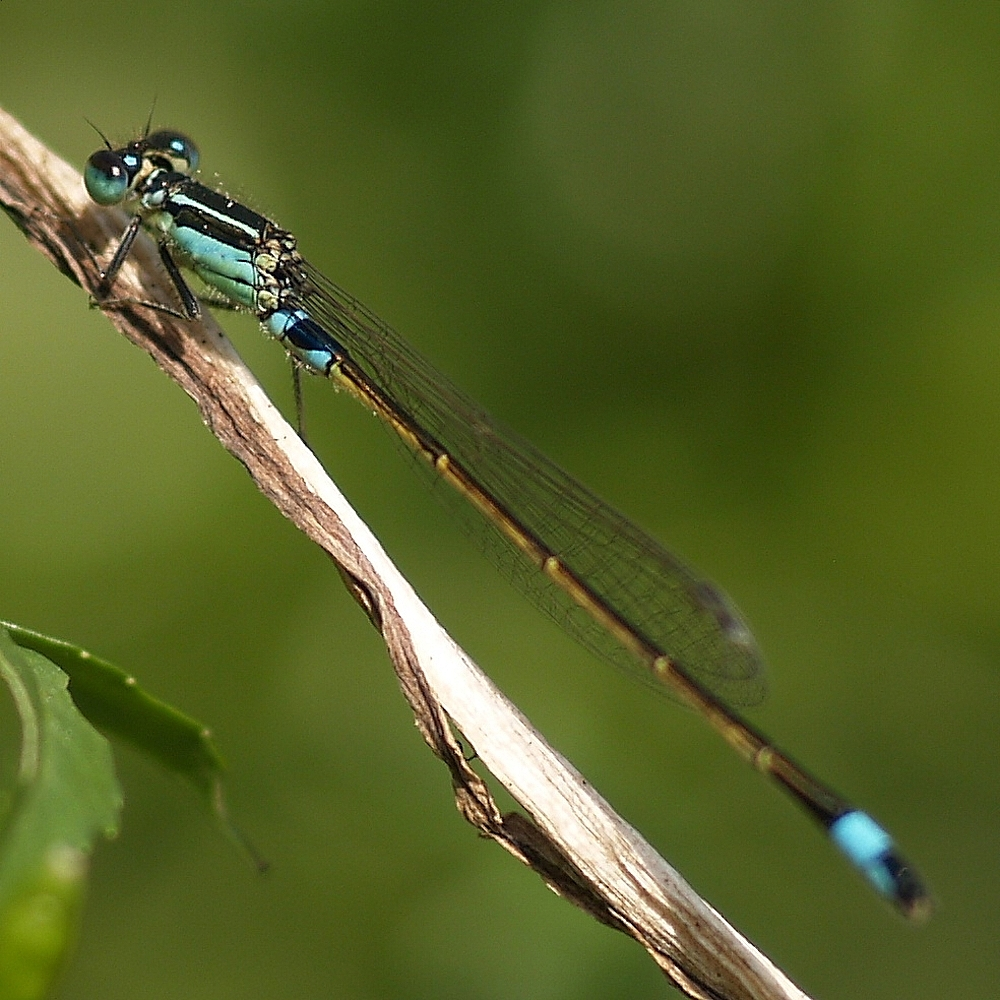
攝於日本兵庫
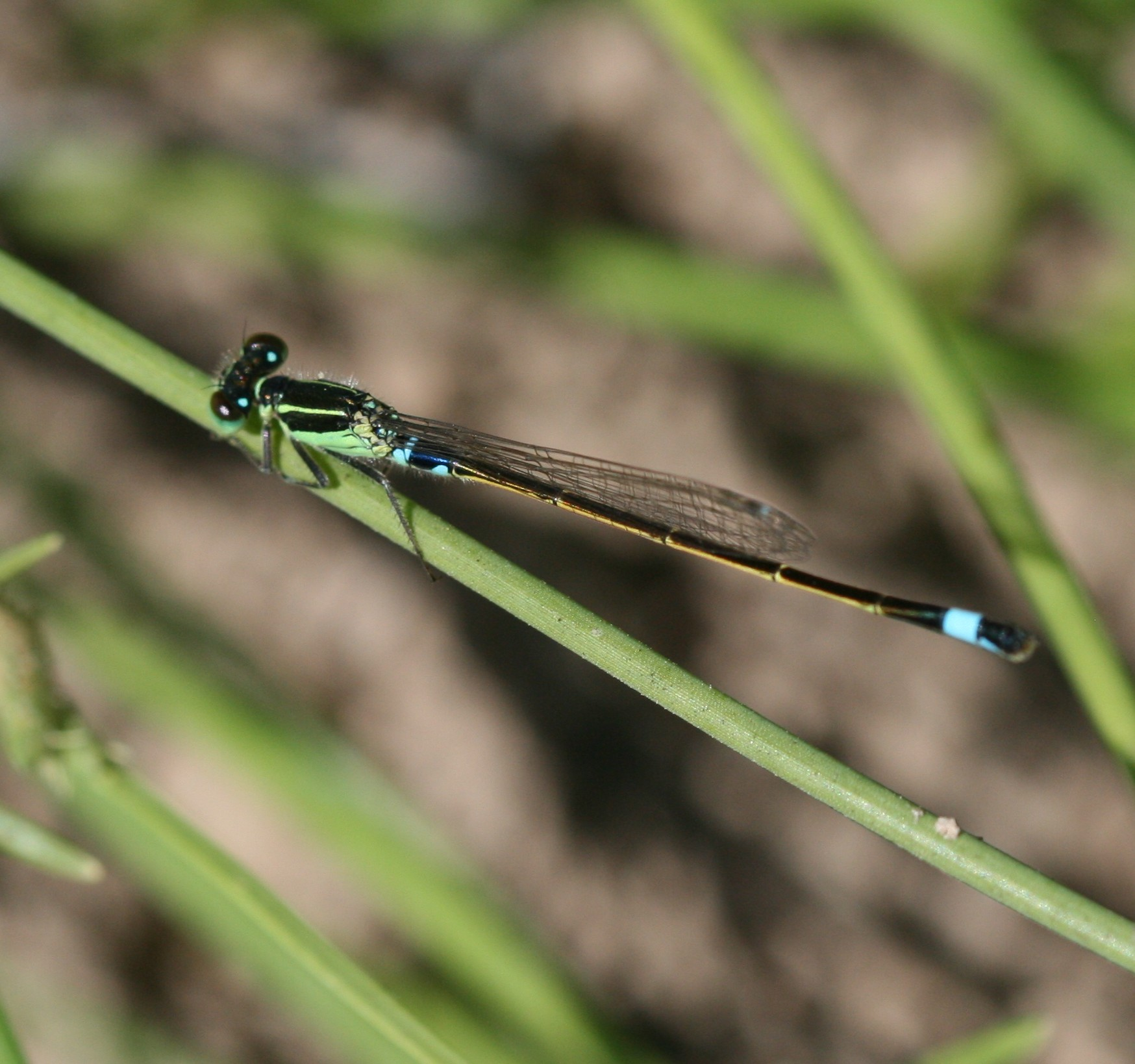

- 雌蟲

- 雌雄

- 交配中的青紋細蟌

## 外部連結
- 青紋細蟌的相片
- notes on dragonflies in Egypt （页面存档备份，存于）